# Myoxinus pictus
Myoxinus pictus är en skalbaggsart som först beskrevs av Wilhelm Ferdinand Erichson 1847.  Myoxinus pictus ingår i släktet Myoxinus och familjen långhorningar.
Artens utbredningsområde är:
- Guatemala.
- Honduras.
- Nicaragua.
- Panama.

Inga underarter finns listade i Catalogue of Life.